# Шуговицы
Шу́говицы (фин. Suikuvitsa) — деревня в Большеврудском сельском поселении Волосовского района Ленинградской области.

## История
На карте Ингерманландии А. И. Бергенгейма, составленной по шведским материалам 1676 года, обозначены мыза Solowits Hoff и деревня Solowitsgorka.
На шведской «Генеральной карте провинции Ингерманландии» 1704 года — деревня Sulgowitz.
Как деревня Солговицы она обозначена на «Географическом чертеже Ижорской земли» Адриана Шонбека 1705 года.
Затем на карте Санкт-Петербургской губернии Ф. Ф. Шуберта 1834 года как деревня Шуговицы. Смежно с деревней обозначена мыза Дерфельденой.

ШУГОВИЦЫ — мыза принадлежит майорше Дерфельденой, число жителей по ревизии: 3 м. п., 3 ж. п.; В оной: питейный дом. 

ШУГОВИЦЫ — деревня принадлежит майорше Дерфельденой, число жителей по ревизии: 55 м. п., 52 ж. п. (1838 год)

В пояснительном тексте к этнографической карте Санкт-Петербургской губернии П. И. Кёппена 1849 года она записана как деревня Suigowitz (Шуговицы, Шуйговицы) и указано количество её жителей на 1848 год: савакотов — 41 м. п., 24 ж. п., всего 65 человек, а также русских — «вполовину меньше».
Деревня Шуговицы обозначена на карте профессора С. С. Куторги 1852 года.

ШУГОВИЦЫ — деревня коллежского секретаря Веймарна, 10 вёрст по почтовой, а остальное по просёлочной дороге, число дворов — 14, число душ — 41 м. п. (1856 год)

ШУГОВИЦА — деревня, число жителей по X-ой ревизии 1857 года: 37 м. п., 40 ж. п., всего 77 чел.

Согласно «Топографической карте частей Санкт-Петербургской и Выборгской губерний» 1860 года, деревня называлась Шуровицы.

ШУГОВИЦЫ — деревня владельческая при колодце, по правую сторону 1-й Самерской дороги, число дворов — 16, число жителей: 45 м. п., 55 ж. п. (1862 год)

В 1868 году временнообязанные крестьяне деревни выкупили свои земельные наделы у П. А. Веймарн и стали собственниками земли.

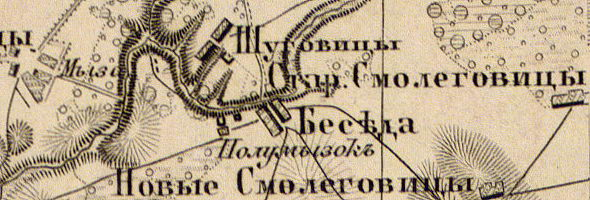
Деревня Шуговицы на карте 1863 года

ШУГОВИЦА — деревня, по земской переписи 1882 года: семей — 20, в них 46 м. п., 55 ж. п., всего 101 чел.

Согласно материалам по статистике народного хозяйства Ямбургского уезда 1887 года, имение при селении Шуговицы площадью 0,66 десятины принадлежало петербургскому мещанину В. С. Семёнову, имение было приобретено в 1882 году за 50 рублей.

ШУГОВИЦА — деревня, число хозяйств по земской переписи 1899 года — 16, число жителей: 47 м. п., 49 ж. п., всего 96 чел.;
 разряд крестьян: бывшие владельческие; народность: русская — 49 чел., финская — 34 чел., смешанная — 13 чел.

В конце XIX — начале XX века деревня административно относилась к Ястребинской волости 1-го стана Ямбургского уезда Санкт-Петербургской губернии. Население деревни было смешанным — финско-русским.
В 1904 году на хуторах близ деревни проживали 32 эстонских переселенца.
С 1917 по 1927 год деревня Шуговицы входила в состав Беседского сельсовета Ястребинской волости Кингисеппского уезда.
Согласно данным переписи населения СССР 1926 года в деревне Шуговицы проживали 102 человека, русские и финны.
С февраля 1927 года в составе Кингисеппской волости. С августа 1927 года в составе Молосковицкого района.
В 1928 году население деревни Шуговицы также составляло 102 человека.

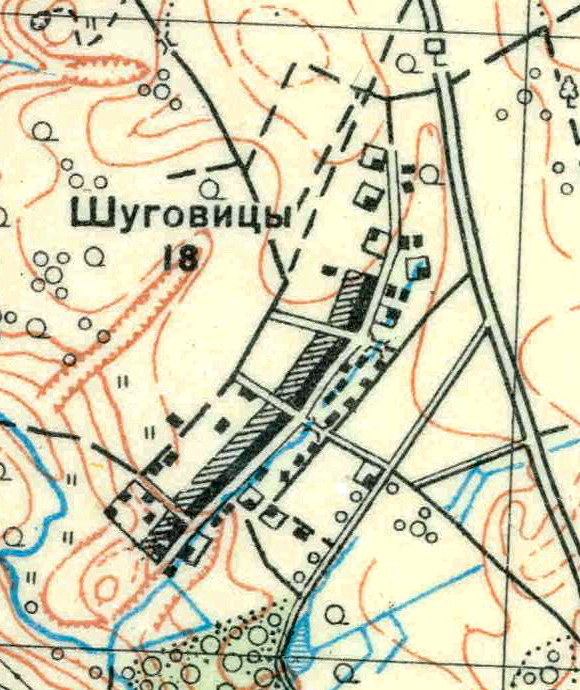
План деревни Шуговицы. 1930 год

Согласно топографической карте 1930 года деревня насчитывала 18 дворов.
С 1931 года в составе Волосовского района.
По данным 1933 года деревня Шуговицы входила в состав Беседского сельсовета Волосовского района.
Согласно топографической карте 1938 года деревня насчитывала 25 дворов.
C 1 августа 1941 года по 31 декабря 1943 года деревня находилась в оккупации.
С 1954 года в составе Каложицкого сельсовета.
С 1963 года в составе Кингисеппского района.
С 1965 года вновь в составе Волосовского района. В 1965 году население деревни Шуговицы составляло 54 человека.
По данным 1966 и 1973 годов деревня Шуговицы также находилась в составе Каложицкого сельсовета.
По данным 1990 года деревня Шуговицы находилась в составе Беседского сельсовета.
В 1997 году в деревне Шуговицы проживали 18 человек, в 2002 году — 26 человек (все русские), в 2007 году — 22.
В мае 2019 года деревня вошла в состав Большеврудского сельского поселения.

## География
Деревня находится в западной части района на автодороге 41А-186 (Толмачёво — автодорога «Нарва»).
Расстояние до административного центра поселения — 1 км.
Расстояние до ближайшей железнодорожной платформы Ястребино — 3 км.

## Демография
| 1838 | 1862 | 1997 | 2002 | 2007 | 2010 | 2017 |
| ---- | ---- | ---- | ---- | ---- | ---- | ---- |
| 113  | ↘100 | ↘18  | ↗26  | ↘22  | ↗29  | ↗41  |

### Национальный состав
Согласно данным Всероссийской переписи населения 2021 года в деревне проживали 50 человек, из них:
 русские — 47, белорусы — 2, татары — 1 человек.